# آگوستو پینوشه
آگوستو خوزه رامون پینوشه اوگارته (به اسپانیایی: Augusto José Ramón Pinochet Ugarte) (زادهٔ ۲۵ نوامبر ۱۹۱۵ در والپارایسو – درگذشتهٔ ۱۰ دسامبر ۲۰۰۶ در سانتیاگو) از نظامیان شیلی بود که در کودتای ۱۹۷۳ شیلی (۱۱ سپتامبر ۱۹۷۳) دولت سوسیالیست سالوادور آلنده را سرنگون کرد و به مدت ۱۷ سال ریاست جمهوری شیلی را تا سال ۱۹۹۰ به عهده داشت.
پینوشه در سال ۱۹۹۰ پیش از ترک مقام خود تدابیر حقوقی وضع کرد که به موجب آن از مصونیت برخوردار شود تا جرایم او قابل پیگرد نباشند. تا چندی پیش که دادگاه عالی شیلی مصونیت حقوقی او را لغو کرد و او می‌توانست به خاطر قانون‌شکنی محاکمه شود. به دنبال کودتای او در سال ۱۹۷۳ علیه دولت سوسیالیست سالوادور آلنده، هزاران نفر در شیلی به زندان افتادند. از زمان برکناری ژنرال پینوشه هزاران نفر از کمونیست‌ها خواهان دستگیری و محاکمه او بوده‌اند. پس از مرگ او احساس یاس در میان چپ ها به علت دادگاهی نشدن آگوستو پینوشه به علت اتهامات نقض حقوق بشر در دوران زمامداریش به‌وجود آمد. در نوامبر ۲۰۰۶ پینوشه مسؤولیت آنچه که در دوران او انجام شده را پذیرفت گرچه هرگز به دلیل این کار محاکمه نشد. بسیاری از هواداران وفادارش نیز پس از آنکه در سال ۲۰۰۴ معلوم شد او درگیر یک اختلاس ۲۷ میلیون دلاری بوده، او را رها کردند. وی سرانجام در۱۰ دسامبر ۲۰۰۶ در سن ۹۱ سالگی در سانتیاگو درگذشت.

## دوران آغازین زندگی
آگوستو پینوشه در ۲۵ نوامبر ۱۹۱۵ در شهر بندری والپاریزو واقع در شیلی زاده شد. پیشینیان پدرش آگوستو و مادرش آولینا در حدود سده نوزده میلادی از اسپانیا و فرانسه به شیلی مهاجرت کرده بودند. او مدارس ابتدایی و راهنمایی (مرحله دوم تحصیل) را در صومعه سن رافائل در شهر والپاریزو گذراند. در سال ۱۹۳۷ به هنگ چاکابوکو در پارگوته نام‌نویسی کرد و دو سال بعد در سال ۱۹۳۹ با درجه ستوان به هنگ میپو نکه پادگانش در شهر والپاریزو نقل مکان کرد و سپس دوباره در سال ۱۹۴۰ به مدرسه سواره نظام بازگشت. در سال ۱۹۴۳ با لوچیا هریارت ازدواج کرد این زن برای او پنج بچه به دنیا آورد که سه دختر (آینز لوچیا، ماریا ورونیکا، جاکولین ماری) و دو پسر (آگوستو اوسوالدو و مارکو آنتونیو) بودند.
در اواخر سال ۱۹۴۵ به هنگ کاراپانگو پیوست که در شمال شهر ایکویکه مستقر شده بود. در سال ۱۹۴۸ به دانشگاه جنگ وارد شد اما به دلیل اینکه جوانترین مأمور نظامی بود وظیفه سرویس رسانی به منطقه زغال‌سنگ لوتا را بر عهده او گذاشته بودند، نتوانست تحصیلش را ادامه بدهد. در سال بعد دوباره به دانشگاه جنگ برگشت. پس از اینکه مقام مأمور رئیس ستاد مرکزی را در سال ۱۹۵۱ به دست آورد توانست به عنوان استاد در دانشگاه جنگ، جغرافیای جنگی و ژئوپولتیک تدریس کند. او همچنین به عنوان سر دبیر مجله سین آگویلاس (یک هزار عقاب) نیز فعالیت می‌کرد. در اوایل سال ۱۹۵۳ با بالاترین رتبه، برای دو سال او را به هنگ رانکاگوا در آریکا فرستادند و در همان زمان به درجه پروفسوری نائل شده و به سانتیاگو برای تصاحب پست تازه کوچ کرد.
در سال ۱۹۵۶ به عنوان سازمانده برای مأموریت نظامی برای بیشتر کردن تشریک مساعی در دانشگاه جنگ برگزیده شد. این انتخاب را گروهی از افسران جوان ترتیب داده بودند که او مجبور به معلق گذاشتن تحصیلش در رشته حقوق برای انجام این وظیفه شد. این مأموریت سه سال و نیم به طول انجامید در طی این سه سال و نیم او بیش از پیش به تدریس در رشته‌های ژئوپلتیک، جغرافیای نظامی، و سیاست‌های اطلاعاتی پرداخت. در اواخر سال ۱۹۵۹ به شیلی بازگشت و او را به دفتر مرکزی مقر لشکر شیلی فرستادند که در آنتوفاگستا قرار داشت. همچنین در طی این موفقیت توانست به قائم مقامی دانشگاه جنگ نیز برسد. در سال ۱۹۶۸ سیر موفقیت‌ها بیشتر شد، ابتدا به عنوان فرمانده ستاد در لشکر دوم شیلی درآمد سپس به عنوان فرمانده کل لشکر ششم در ایکویکو گماشته شد.
در سال ۱۹۷۱ فرمانده کل لشکر رسید (فرمانده کل لشکر سانتیاگو) گذاشته بودند. پینوشه توسط خود سالوادور آلنده در سال ۱۹۷۳ به عنوان فرمانده کل لشکر برگزیده شد و این درست چند ماه پیش از این بود که کودتا به وقوع بپیوندد و آلنده از حکومت خلع گردد.

## کودتای سال ۱۹۷۳
در ۱۱ سپتامبر ۱۹۷۳ ترکیبی از نیروهای نظامی شیلی (ارتش، نیروی دریایی، هوایی) کودتا علیه دولت آلنده را به انجام رساندند و طی به توپ بستن قصر محل سکونت سالوادور آلنده او جان باخت. کودتای سال ۱۹۷۳ رسماً به دوران ریاست جمهوری دمکراتیک که در سال ۱۹۲۵ بنا به قانون اساسی شیلی به تصویب رسیده بود پایان داد. در خاطرات پینوشه آمده‌است که او طراح اصلی توطئه بوده‌است و از مقام خود به عنوان فرمانده کل به منظور هماهنگ‌کردن نیروهای نظامی قبل و پس از کودتا، استفاده کرده‌است. البته در مورد سخنان خود پینوشه در این جریان شک و شبهه بسیار است به‌خصوص از اینکه گاهی گفته می‌شود او کودتا را به راه انداخت ولی شواهدی در این زمینه که او یکی از به راه اندازان کودتا باشد وجود ندارد.
در ماه‌های پس از کودتا حزب حاکم کتابی به نام ال لیبرو بلانکو دل کامبیو (کتاب سفید تغییر حکومت در شیلی) را منتشر کرد که منظور از چاپ آن توجیه و قانونی جلوه دادن کودتا بود. در این کتاب اظهار شده بود که خود-کودتایی به صورت واضح قابل پیش‌بینی بود و خود دولت آلنده نیز در آن شرکت داشته‌است (طرح زتا). سازمان اطلاعاتی آمریکا در مورد این ادعاها می‌گوید این برنامه زتا تنها یک نوع تبلیغ سیاسی دولتی است تبلیغی که همچنان شماری از تاریخ نگاران شیلیایی به آن استناد می‌کنند.

### انجمن سری نظامی
انجمن سری نظامی بلافاصله پس از کودتا به راه افتاد. اعضای اصلی این انجمن ژنرال پینوشه نماینده ارتش و نیروی زمینی، آدمیرال ژوزه تریبیو مارینو نماینده نیروی دریایی، ژنرال گستاوو لینت نماینده نیروی هوایی و ژنرال کیسر ماندوزا نماینده پلیس ملی شیلی (Carabineros) بودند. از زمان تأسیس این انجمن سری آن را به عنوان یک هیئت رئیسه و نهاد قانونی که شاخه‌ای از دولت می‌شد در نظر گرفتند و با روی کار آمدن این انجمن قانون اساسی و مجلس هر دو معلق شدند و همچنین به وجود آمدن این انجمن باعث تحریم و تبعید جناح چپ و فعالان سیاسی از صحنه سیاسی شیلی نیز شد.

## ریاست جمهوری

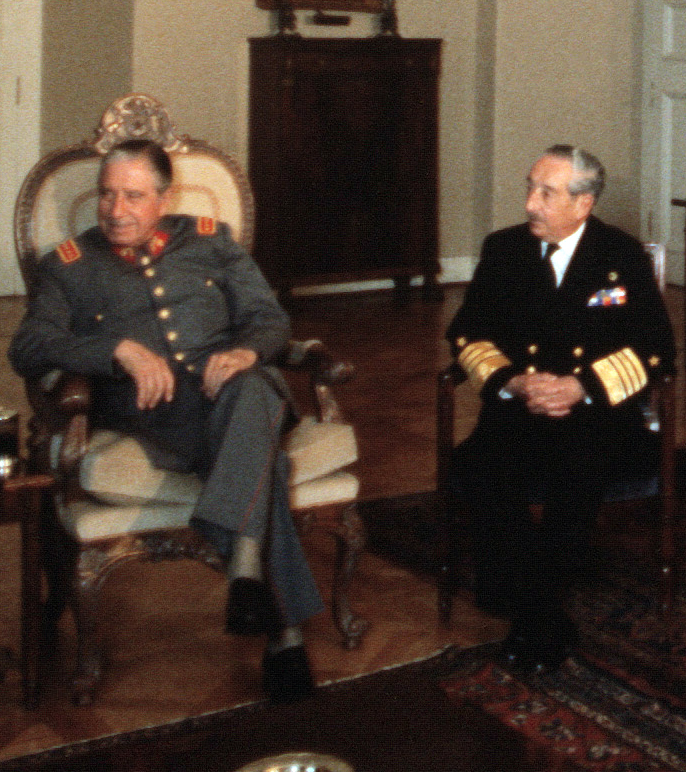
ژنرال آگوستو پینوشه با دریاسالار خوزه تی مرینو کاسترو 01/06/1984

اعضای گروه سری، به منظور رئیس‌جمهور شدن یکی از چهار عضو برجسته برنامه‌ریزی می‌کنند. این در حالی بود که پینوشه در مدت بسیار کمی جای پای خود را در گروه به عنوان رهبر تثبیت کرد و سپس خود را به عنوان «رهبر ملی» خطاب کرد و در ۱۷ اکتبر ۱۹۷۴ خودش را رسماً به عنوان رئیس‌جمهور شیلی برگزید. ژنرال لینت نماینده نیروی هوایی پس از چندی با سیاست‌های پینوشه مخالفت کرد ولی پینوشه او را مجبور به بازنشستگی اجباری کرد و ژنرال فرناندو را به جای او جایگزین کرد.
پینوشه در سال ۱۹۸۰ مقدمات یک همه‌پرسی به منظور تصویب قانون اساسی تازه را فراهم دید. قانون اساسی تازه توسط جییم گازمان یکی از وابستگان پینوشه، تهیه و ارائه شده بود و این اقدامات و اقدامات دیگر از جانب جناح راست حاکم پست ریاست جمهوری را کاملاً در اختیار پینوشه قرار داد. قانون اساسی تازه، منجر به وجود آوردن پست‌ها و رده‌های تازه دولتی در شیلی شد که مانند آن‌ها می‌توان به قوانین دیوان محکمه و سازمان اطلاعات و امنیت شیلی اشاره کرد. این قانون اساسی همچنین یک نسخهٔ سهل الوصول را در سال ۱۹۸۸ به مردم شیلی تجویز کرد که در یک رفراندوم تک انتخابی، مردم مجبور به انتخاب مجدد پینوشه برای پست ریاست جمهوری شدند. در مورد این همه‌پرسی فرمایشی نیز مدارک بسیاری در دست است که کاملاً فرمایشی و همچنین همراه با تقلب بوده‌است.
در سال ۱۹۸۳ نیروهای مخالف با رژیم وقت شروع به سازمانی کردند. این نیروها اکثراً جنبش‌های کارگری را شامل می‌شدند موجب تحریک و عکس العمل‌های نظامی و سخت گیرانه از جانب دولت و پلیس وفت شدند که سر بریدن پروفسور ژوزه مانوئل پارادا، روزنامه‌نگار مانوئل گویررو و سانتیاگو ناتینو از این جمله بود. البته انجام این کارها از جانب دولت منجر به استعفای ژنرال کیزر مندوزا در سال ۱۹۸۵ از کمیته سری شد.
در سال ۱۹۸۶ سازمان اطلاعات و امنیت موفق به کشف نزدیک به هشتاد تن انواع اسلحه‌های سبک و سنگین از یک مرکز ماهی‌گیری کوچک در کاریزال باجو شد. این اسلحه‌ها از تفنگ‌ها و مواد منفجره سی ۴ و انواع موشک‌های زمین به زمین تشکیل می‌شدند و توسط آلمان شرقی و شوروی برای کمک به گروه‌های کمونیستی شیلی فرستاده شده بود. در ماه سپتامبر، اسلحه‌های رسیده از منابع مشابه در یک ترور نافرجام علیه پینوشه استفاده شد که تنها پنج تن از محافظین پینوشه را کشت و همچنین پس از آن ماشین زره پوش مخصوص پینوشه هدف یک راکت که منفجر نشد قرار گرفت و پینوشه دوباره جان سالم به در برد.

### سیاست اقتصادی
اقتصاد شیلی در ۱۹۷۳ به علت مصادره ۶۰۰ کسب و کار توسط دولت آلنده، حفاظت گرایی و تحریم‌های اقتصادی ریچارد نیکسون شدیداً آسیب دیده بود تورم ۱۰۰۰ درصد بود و کشور هیچ ذخیره خارجی نداشت و تولید ناخالص داخلی در حال سقوط بود. دولت تا میانه ۱۹۷۵ سیاست اصلاحی بازار آزاد را اتخاذ کرد و سعی کرد جلوی تورم و فروپاشی اقتصاد را بگیرد. پینوشه اعلام کرد می‌خواهد «شیلی نه کشور پرولترها، بلکه مالکان باشد». دولت برای پیاده‌سازی نجات اقتصادی بر به اصلاح «پسران شیکاگو» و متنی به نام ال لادریلو اتکا کرد.همین سیاست ها بعدها باعث گذار حکومت به دموکراسی با اقتصاد شکوفا شد.

## فرونشاندن مخالفت‌ها
پس از تصاحب قدرت توسط کمیتهٔ سری و تبعید اعضای جناح چپ تنها گروه‌هایی باقی‌مانده بودند که جزو گروه‌های غیرقانونی محسوب می‌شدند و دست به تشکیل، تشکیلات زیر زمینی زده بودند. بر پایه گزارش‌های رسیده در طی ۱۷ سال حکومت نظامی پینوشه تعداد نزدیک به ۴۰۰۰ تن از مخالفان کشته و ناپدید شدند و این تعداد را باید به تبعیدی‌ها اضافه کرد. ولی مخالفت پینوشه با کمونیسم و فضای آن زمان، آمریکا و بسیاری از کشورها برای مقابله با جنبش‌های چپ، باعث شد در این زمینه با آمریکا در پاناما بر سر میز مذاکره بنشیند و به توافقاتی برسد.
در گزارشی که یک کمیسیون دولتی در شیلی سال ۲۰۱۱ ارائه کرد رقم قربانیانی که در حکومت پینوشه به حبس رفته و شکنجه شده‌اند به چهل هزار و هیجده نفر می‌رسد که از این عده ۳۰۶۵ نفر جان خود را از دست داده‌اند.
گزارش‌های حقوق بشر از این حکایت می‌کنند که بسیاری از نقض حقوق بشر در جریان حکومت پینوشه در همان سال‌های اوایل کودتا در ۱۹۷۳ انجام شد که در آن مردم را به دست کاروان‌های مرگ سپارده می‌شدند. همچنین می‌توان به تعداد کشته‌ها در طی این سالیان به ترور جان ژوزه تورس، رئیس‌جمهور سابق بولیوی اشاره کرد که در سال ۱۹۷۶ در ب
بوئنوس آیرس رخ داد و همچنین قتل کارملو سوریا یک دیپلمات سازمان ملل که از وابستگان قبلی به آلنده بود و دیگر نزدیکان به آلنده که زمانی با او کار می‌کردند و همچنین مجازات مردمی سه نفر از اعضای برجستهٔ حزب کمونیست که منجر به استفای ژنرال مندوزا شد، نیز اشاره کرد.

## تغییر حکومت به دمکراسی ۱۹۸۸
در سال ۱۹۸۸ رفراندومی به منظور انتخاب دوباره پینوشه برای هشت سال دیگر ریاست جمهوری برگزار شد. این همه‌پرسی از این روی برگزار شد که مخالفت بر ضد پینوشه هر روز افزایش می‌یافت و از سوی دیگر با دیدار پاپ ژان پل دوم رهبر مسیحیان کاتولیک جهان، به عبارتی مجبور شد که نظام حکومتی را از دیکتاتوری به دمکراسی تغییر شکل بدهد. در این همه‌پرسی اگر او دوباره رای «آری» می‌آورد، می‌توانست تا سال ۱۹۹۷ در همان مسند باقی بماند ولی اگر «نه» نصیبش می‌شد، می‌بایست تا پایان سال باقی‌مانده از ریاست جمهوری خود بماند و پس از آن یا دوباره کاندید ریاست جمهوری یا مجلس بشود.
به سرعت تبلیغات سیاسی برای «نه» گفتن در کشور به راه افتاد. کمپین‌های بزرگ به همراه گروه‌هایی که سابقاً از هم پاشیده و غیر منسجم بودند برپا شد و در طی این کمپین‌ها تبلیغات سیاسی بسیار زیادی برای نه گفتن به حکومت پینوشه تدارک دیده شد. حزب‌های سوسیالیست، سوسیال دمکرات، رادیکال و.. دیگر گروه‌هایی بودند که بخش اعظم این کمپین را تشکیل می‌دادند. بالاخره در ۵ اکتبر ۱۹۸۸ «نه» در مقابل «بله» با ده درصد اختلاف (نه = ۵۵٫۹۹٪ و بله = ۴۴٫۱٪) به پیروزی رسید. احزاب متحد شده پاتریکیو آیلوین که مخالف آلنده هم بود را جلو انداختند تا مقابل پینوشه و حزب راست بایستد. سپس در سال ۱۹۸۹ رفراندومی دیگر به وقوع پیوست که با مقداری قاطع (۹۱٫۲۵٪) به رفراندوم گذاشتن قانون اساسی را برنده شد و در دسامبر همان سال نیز پاتریکیو آیلوین توانست، ریاست جمهوری را نیز با میزان رای ۵۵٫۱۷٪ در مقابل کمتر از ۳۰٪ رای پینوشه و دیگر کاندیداها، از آن خودش کند.
هر چند که پینوشه نتوانست در پست ریاست جمهوری باقی بماند ولی همچنان تا سال ۱۹۹۸ در پست فرماندهی کل نیروهای نظامی باقی بود و بسیاری از مردم شیلی به تمسخر او را سناتور بدون بازنشستگی خطاب می‌کردند. اما این مصونیت‌های دیپلماتیک که در شیلی امکان هیچ پیگرد قانونی علیه او را نمی‌داد بالاخره تمام شدند. در سال ۱۹۹۸ هنگامی‌که آگوستو پینوشه در بریتانیا دستگیر شد اصل صلاحیت قضایی جهانی برای او به عنوان استدلال قانونی مطرح شد. این نخستین بار در بود که رهبر پیشین یک کشور با استناد به این اصل قضایی و با حکم یک دادگاه ملی دستگیر می‌شد. اما محاکمه پینوشه در بریتانیا به جایی نرسید. ولی در اسپانیا قاضی اسپانیولی بالتازار گارزون پرونده مشابهی علیه او گشود و این کشور از بریتانیا خواست تا پینوشه را به مادرید تحویل دهد. بااینحال بریتانیا با این درخواست موافقت نکرد و سال ۲۰۰۰ پینوشه به شیلی بازگشت. فرمانده نیروهای مسلح شیلی که خود در کودتای پینوشه دست داشت از او همانند یک قهرمان در فرودگاه استقبال کرد.

### دادگاه و دستگیری
رژیم پینوشه در دادگاه به نقض حقوق بشر در سطحی وسیع در داخل و خارج شیلی محکوم شد و همچنین به جرم‌های کشتار دسته جمعی، شکنجه، آدم‌ربایی، ایجاد تنش غیرقانونی و سانسور رسانه‌ها نیز متهم شدند که خود پینوشه در اواخر عمر به جرم سوء استفاده از پست برای سوء استفاده شخصی و خانوادگی نیز متهم شد. پس از آن پینوشه دوباره به شیلی بازگشت و برخلاف تصور بسیاری، طرفدارانش برای ورودش جشن برپا کردند ولی رئیس‌جمهور وقت شیلی و بسیاری دیگر این کار را ستودند.

## مرگ

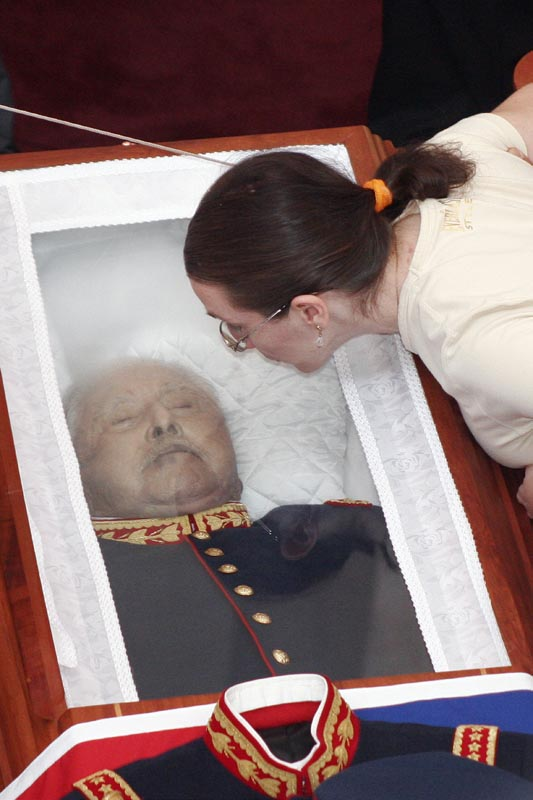
جنازه پینوشه

در صبح روز ۳ دسامبر ۲۰۰۶ چند حملهٔ خفیف قلبی به او دست داد ولی جان سالم به در برد این در حالی بود که در همان زمان دادگاه شیلی حکم توقف حبس خانگی او را صادر کرد و اعضای خانواده اش او را به بیمارستان نظامی‌رساندند؛ ولی دست آخر در ۱۰ دسامبر ۲۰۰۶ یعنی یک هفته پس از آن، به علت سکته قلبی و اِدِمِ ریه در بیمارستان درگذشت و دوره حکومت دیکتاتوری وی به پایان رسید. بلافاصله پس از پخش خبر درگذشت پینوشه، در خیابان‌های سانتیاگو غوغا بر پا شد.

## پس از مرگ

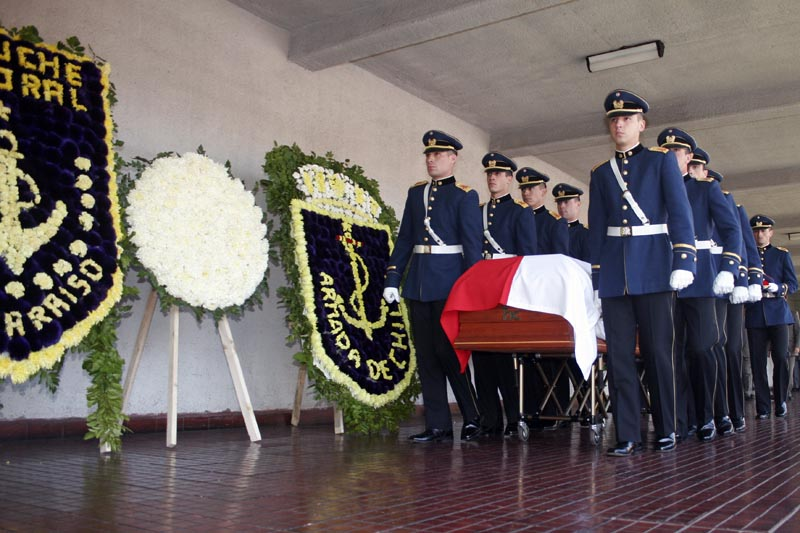
تابوت آگوستو پینوشه

در مراسم سوگواری برای پینوشه نیز رئیس‌جمهور وقت، میچل باچله که پدرش قربانی حکومت کودتا بود و خود نیز در این حکومت شکنجه شده به خاطر رعایت نظر بخشی از جامعه که همچنان هوادار پینوشه است و نیز برای جلوگیری از برانگیختن خشم افسرانی در ارتش که پینوشه همچنان اسطوره آنهاست مجبور شد یکی از وزرای خود را به این مراسم بفرستد.
ده سال پس از مرگ پینوشه نیز همچنان بخش قابل اعتنایی از جامعه شیلی نظر مثبتی به کودتا و رژیم نظامی او دارد. بنا به نظرسنجی‌ها سه چهارم جامعه معتقدند که پینوشه و دوران او همچنان بر سیاست شیلی تأثیر (مثبت یا منفی) می‌گذارند.
در رسانه‌های کنونی شیلی لفظ دیکتاتور یا رژیم نظامی برای پینوشه کمتر به کار گرفته می‌شود و بیشتر از پینوشه به عنوان «رئیس‌جمهور سابق» یا «ژنرال سابق» یاد می‌شود.

## بازگشایی پرونده قضایی
پس از مرگ پینوشه به صورت نامنظم هر از چندی پروندهٔ قضایی علیه حکومت وی یا مسئولان آن زمان گشوده می‌شود. در سال ۲۰۱۲ یکی از نظامیان، پیش از مرگ از نحوه کشتن مخالفان و به دریا ریختن آن‌ها پرده برداشت و محل این جنایت را نیز فاش کرد و انجمنی از قضات شیلی که به نقض تعهد اعضای خود در پاسداری از حقوق شهروندان در دوران پینوشه اذعان کرده‌بود از مردم شیلی خواهان بخشش شد.